# Atos 10
Atos 10 é o décimo capítulo dos Atos dos Apóstolos no Novo Testamento da Bíblia. O capítulo todo trata da conversão de Cornélio e sua família à nova fé cristã, os primeiros gentios a serem batizados em Cesareia.

## Manuscritos
Atos 10 foi originalmente escrito em grego koiné e dividido em 48 versículos. Alguns dos manuscritos a conter o texto são:
- Papiro 50 (séc. III; versículos 26 a 31)
- Papiro 53 (séc. III; versículo 1)
- Codex Vaticanus (325–350)
- Codex Sinaiticus (330–360)
- Codex Bezae (c. 400)
- Codex Alexandrinus (ca. 400–440)
- Codex Ephraemi Rescriptus (ca. 450; versículos 1 a 42)
- Codex Laudianus (ca. 550)

## Estrutura

### Visão de Cornélio

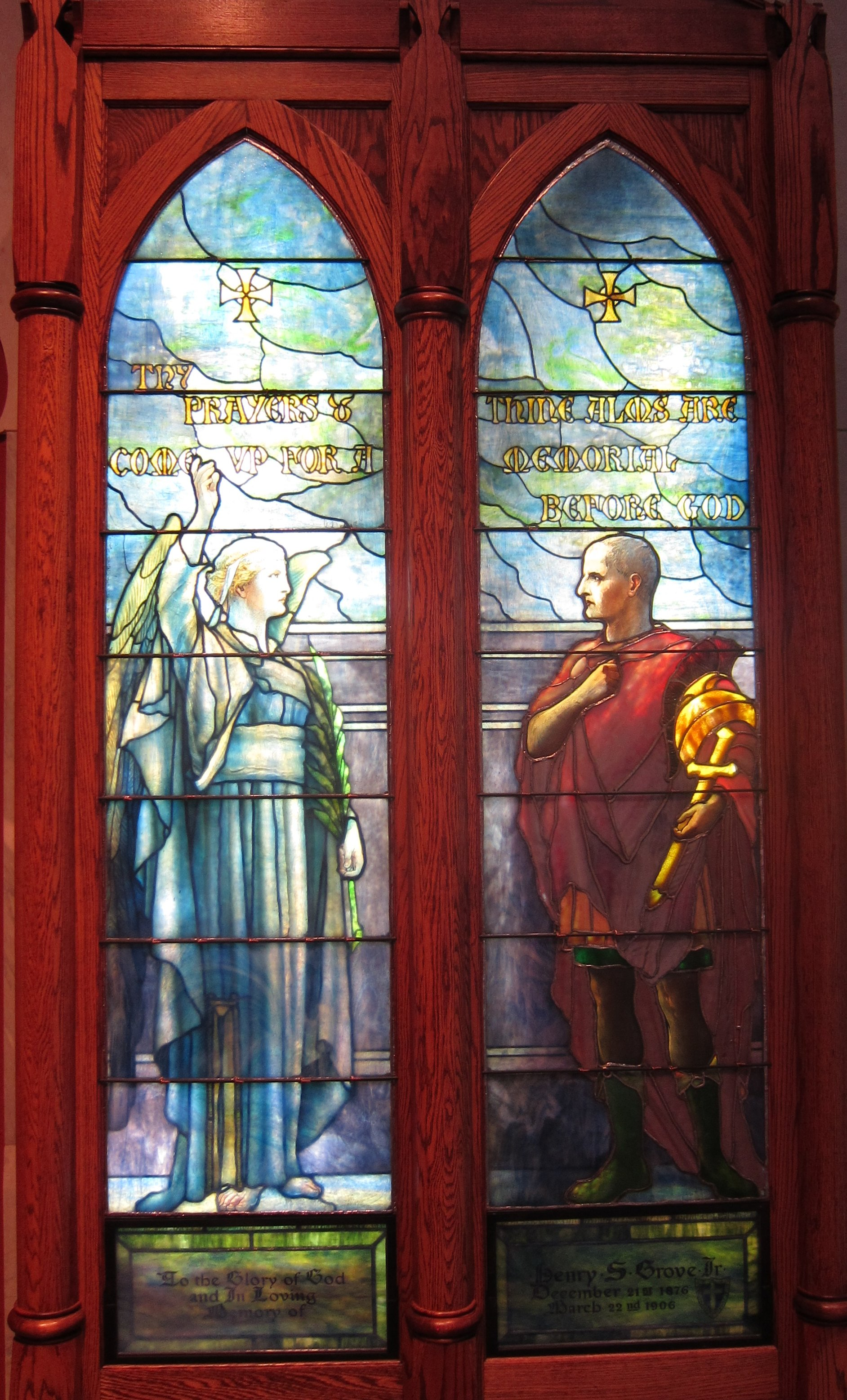
"São Cornélio e o anjo", um dos episódios de Atos 10.
ca. 1910. Vitral dos Tiffany Studios, na Pennsylvania Academy of the Fine Arts, nos Estados Unidos.

O capítulo 10 começa contando a história de Cornélio, um centurião romano tradicionalmente tido como primeiro gentio convertido ao cristianismo. Em uma visão, um anjo ordenou que mandasse chamar Simão Pedro, que estava em Jafa (Jope), para vir à sua casa.

### Visão de Pedro
O foco muda completamente e o relato prossegue contando sobre uma visão que Pedro teve de uma "toalha" repleta de animais descendo do céu. Uma voz lhe disse para matá-los e comê-los, mas como a toalha continha animais impuros, Pedro se negou. O comando foi repetido mais duas vezes e a voz lhe disse: «Ao que Deus purificou, não faças tu impuro.» (Atos 10:15) Depois disso, a toalha foi levada de volta para o céu. A tripla recusa ecoa o episódio da "Negação de Pedro" descrito nos evangelhos sinóticos. Neste ponto da narrativa, os mensageiros de Cornélio (vide acima) chegaram para pedir-lhe que seguisse com eles de volta a Cesareia. Assegurado «pelo Espírito» (Atos 10:19) de que eram enviados de um homem bom e justo, Pedro os recebeu e depois foi com eles ao encontro de Cornélio.

### Pedro e a família de Cornélio
Quando Pedro chegou à casa de Cornélio, estavam ali esperando não somente ele, mas seus parentes e amigos. Naquela época, era proibido aos judeus que reunissem com gentios, mas disse-lhes Pedro: «Deus mostrou-me que a ninguém chamasse impuro ou imundo; por isso, sem objeção, vim logo que fui chamado. Pergunto, pois, por que razão me mandaste chamar?» (Atos 10:28), uma referência à visão que tivera dias antes. Cornélio respondeu que recebeu de um "varão de vestidura resplandecente" ordens para chamá-lo e que estavam ali todos à espera da vontade de Deus.
Pedro então reconta a história de Jesus, seu ministério, sua morte e ressurreição (Atos 10:37–43), mas antes afirma o que aprendeu de sua visão sobre a igualdade e sobre a mensagem de Deus:
| “ | «Na verdade reconheço que Deus não se deixa levar de respeitos humanos, mas que em toda a nação aquele que o teme e faz o que é justo, este lhe é aceito; esta é a mensagem que Deus enviou aos filhos de Israel, evangelizando-lhes a paz por meio de Jesus Cristo-este é o Senhor de todos.» (Atos 10:34–36) | ” |

Ouvindo as palavras de Pedro, todos "receberam o Espírito Santo....e os ouviam falar outras línguas e engrandecer a Deus". Impressionados, os cristãos de origem judaica ("crentes que eram da circuncisão") se impressionaram, pois não haviam visto isto ocorrer antes com gentios. Pedro compreendeu o que se sucedeu e ordenou que fossem todos batizados, aceitando-os todos na comunidade dos cristãos (Atos 10:44–48).